# Olimpiade Popolare

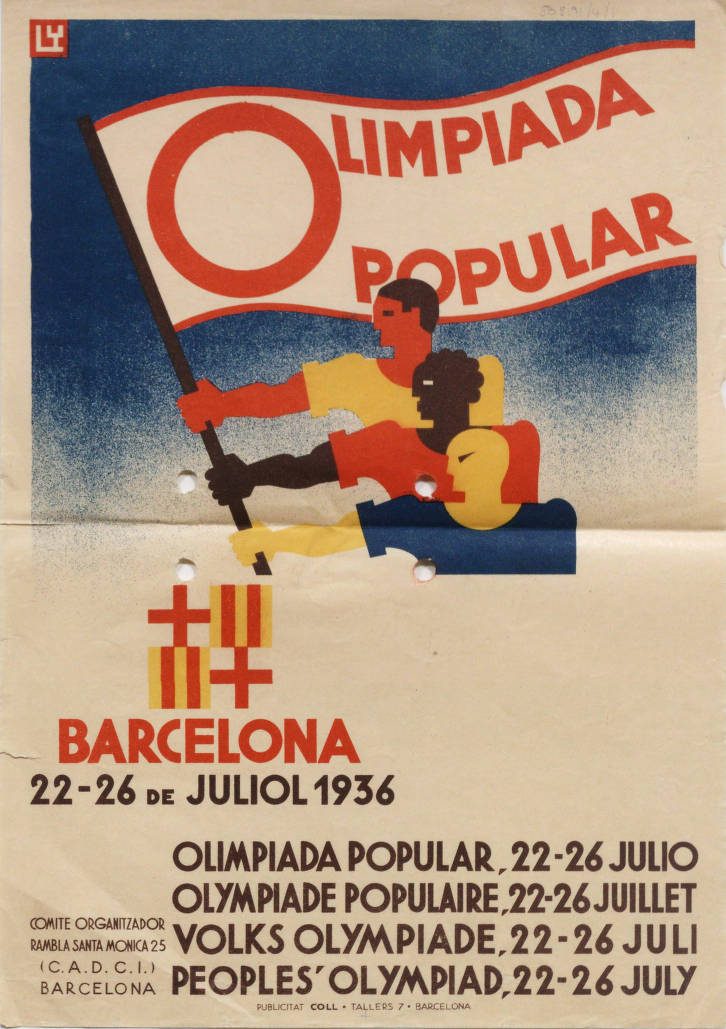
Un poster della Olympiade Popolare, 1936

L'Olimpiade Popolare (in catalano: Olimpíada Popular; in spagnolo: Olimpiada Popular), organizzata dal governo spagnolo del Fronte Popolare e dal Governo della Catalogna e programmata a Barcellona dal 19 al 26 luglio 1936, venne indetta come contromanifestazione rispetto agli XI Giochi Olimpici, ospitati a Berlino dalla Germania nazista. L'evento non poté tuttavia avere luogo a causa dello scoppio della guerra civile spagnola.
L'invito per l'Olimpiade Popolare fu rivolto a parecchie nazioni in tutto il mondo e la manifestazione si sarebbe dovuta concludere sei giorni prima dell'inizio delle olimpiadi di Berlino; il villaggio olimpico fu allestito in vari alberghi. Il programma dei giochi comprendeva, oltre alle classiche discipline sportive, anche competizioni di scacchi, danze popolari, musica e teatro. Circa 6.000 atleti da 22 nazioni diverse si iscrissero all'Olimpiade Popolare, ma la maggior parte era proveniente da Stati Uniti, Regno Unito, Paesi Bassi, Belgio, Cecoslovacchia, Danimarca, Norvegia, Svezia ed Algeria (allora sott o controllo francese); un caso particolare era poi quello delle squadre tedesca e italiana, formate da atleti in esilio. Sono state iscritte anche le squadre che rappresentano la Catalogna, la Galizia, i Paesi Baschi, l'Alsazia e gli esuli ebrei. Di tutti i partecipanti, molti furono mandati da sindacati, unioni di lavoratori e partiti socialisti e comunisti. Le olimpiadi popolari non sono state potute attuare a causa del bombardamento nazi-fascista a Guernica